# Operatie Gutt

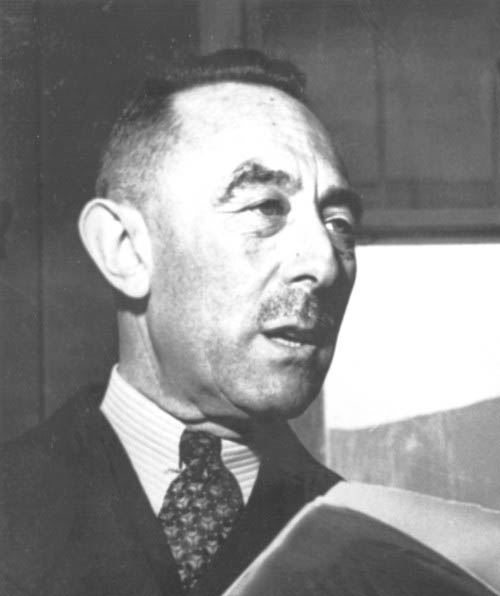
Camille Gutt tijdens de Bretton-Woods-conferentie, 1944

De Operatie Gutt of de Gutt-operatie is de naam van de muntsaneringsoperatie uitgevoerd in België na de bevrijding in 1944 en draagt de naam van de minister van Financiën Camille Gutt. Deze geldhervorming werd doorgevoerd met besluitwetten van 6 oktober 1944, verschenen in het Belgisch Staatsblad van 7 oktober 1944. De monetaire operatie had als doel de koopkracht van de Belgische burgers te garanderen door de geldhoeveelheid in te krimpen en de prijzen te stabiliseren. Daarnaast was het ook de bedoeling om de zwarte oorlogswinsten aan te pakken.
Tijdens de Tweede Wereldoorlog waren de prijzen enorm gestegen door de grote schaarste aan allerlei levensmiddelen en de zwarte markt, wat ervoor zorgde dat de financiële toestand van het land dramatisch was. Tussen mei 1940 en oktober 1944 verdrievoudigde de totale geldhoeveelheid in België. Tegenover dit geld stonden echter niet meer goederen: de bezettingseconomie was een schaarste-economie, vooral het voedseltekort was nijpend en quasi-permanent geworden. Het was duidelijk dat deze grote inflatie een nefast effect zou hebben op de vredeseconomie. Er werd ook verwacht dat de aanwezigheid van geallieerde troepen in België na de bevrijding de inflatie nog ging doen toenemen.
Het plan bestond uit drie punten: de wisselcontrole, overheidscontrole op grote transacties en de omruiling van het oorlogsgeld tegen nieuw geld.
Tussen 9 en 13 oktober 1944 moest al het papieren geld in België omgewisseld worden bij de post of bij de bank. Ieder lid van het gezin kreeg maar nieuwe briefjes ter waarde van tweeduizend frank. Veertig procent van het overige vermogen werd geblokkeerd en de andere 60 procent werd op rekeningen geplaatst en geconverteerd in muntsaneringsleningen die op lange termijn werden terugbetaald. Alle waardepapieren, deposito’s, aandelen en obligaties moesten eveneens ingeleverd worden voor vernieuwing. Het volledige roerende vermogen van de Belgen en het onroerend goed kon zo naar waarde geschat worden met het oog op de heffing van een belasting op het kapitaal. De geblokkeerde veertig procent werd vanaf november van dat jaar 1944 geleidelijk vrijgegeven. De zestig procent kon later dienen voor de betaling van belastingen.
Er waren wel een paar 'achterpoortjes' om te ontsnappen aan de wet. Men kon bijvoorbeeld de aangifte van het roerend goed laten doen door minder gegoede derden of door sommige verenigingen zonder winstoogmerk (onder andere kloosters), die vrijgesteld waren. Daar deze operatie enkel gold voor grotere coupures steeg de hoeveelheid biljetten van 20 en 50 frank enorm. 
Omdat in september 1944 er reeds bekend werd dat de muntsaneringsoperatie er aan zat te komen konden er al voorzorgen worden genomen. Wie veel geld bezat kon dit investeren in allerlei waardevaste goederen zoals juwelen, postzegels, uurwerken, kunst en antiek, piano’s, fietsen, vensterglas, trein- en tramtickets en voedsel. Om technische redenen, vooral een gebrek aan schepen om de nieuwe in Londen gedrukte biljetten te transporteren, liep de operatie vertraging op. 
Met de sanering heeft Gutt ervoor gezorgd dat de totale geldhoeveelheid sterk werd teruggeschroefd en dat het gehavende vertrouwen in het geld werd hersteld. De geallieerden vroegen echter nog extra miljarden voor het beëindigen van de oorlog. Hierdoor werden de effecten van de saneringsoperatie deels teruggedraaid. Maar over het algemeen kan men stellen dat men de inflatie hiermee behoorlijk onder controle kreeg.